# Семеновка (Кулундинський район)
Семе́новка (рос. Семёновка) — село у складі Кулундинського району Алтайського краю, Росія. Адміністративний центр Семеновської сільської ради.

## Населення
Населення — 416 осіб (2010; 459 у 2002).
Національний склад (станом на 2002 рік):
- росіяни — 83 %